# 國立政治大學國際事務學院
國立政治大學國際事務學院（英語：NCCU College of International Affairs，NCCU CIA），簡稱政大國務院，為國立政治大學學院之一，於2001年正式成立，為臺灣第一所以國際關係學專業成立的學院，也是目前臺灣在國立大學中唯一的同類型學院。目前設有外交學系、東亞研究所、俄羅斯研究所及3個博碩士學位學程。創始院長為李登科教授，現任院長為連弘宜教授兼全球軍事戰略及國防政策中心執行長。
國際事務學院是以培養碩博士級人才為主的專業學院，現為國際事務專業學院協會成員之一。其中外交學系創立於1930年，為政治大學最早成立的系所之一，培養國際及兩岸關係的專業人才。

## 學院組織

### 主要系所
- 外交學系
  - 戰略與國際事務碩士在職專班
  - 全民國防教育科學士後教育學分班
- 東亞研究所
- 俄羅斯研究所
- 日本研究碩士學位學程
- 日本研究博士學位學程
- 國際研究英語碩士學位學程（IMPIS）
- 國家安全與大陸研究碩士在職專班

### 研究中心
- 全球軍事戰略及國防政策中心
  - 中心執行長：連弘宜教授兼院長。
- 全球及區域風險評估中心
  - 中心執行長：黃奎博教授。
- 全球政治經濟發展及區域研究中心
  - 中心主任：鄧中堅教授。
  - 中心執行長：張文揚副教授兼國際研究英語碩士學位學程主任。
- 世界貿易組織研究中心
  - 中心主任：劉德海教授。
- 兩岸政經研究中心
  - 中心主任：魏艾教授。
- 澳洲研究中心
  - 中心主任：楊文琪副教授。
- 印度研究中心
  - 中心主任：陳秉逵副教授。
- 戰略與國際安全研究中心
  - 中心主任：李登科教授。
- 國際談判研究中心
  - 中心主任：鄧中堅教授。
- 外交政策研究中心
  - 中心主任：黃奎博副教授。
- 國際法學研究中心
  - 中心主任：陳純一特聘教授。
- 韓國研究中心
  - 中心主任：李明教授。
- 安秀貞拉丁美洲研究中心
  - 中心主任：邱稔壤教授。
- 孫子兵法與戰略研究中心
  - 中心主任：連弘宜教授兼院長。
- 中共國際戰略研究中心
  - 中心主任：黃瓊萩教授。
- 國際碳戰略中心
  - 中心主任：楊文琪副教授。
- 美國研究中心
  - 中心主任：盧業中教授兼副院長。

### 學分學程
- 歐洲聯盟研究國際學分學程（PEUS）
  - 學程召集人：蘇卓馨副教授。

## 雙聯學位
- 美国：美利堅大學（學士、碩士）
- 日本：立命館大學（碩士）、東北大學（博士）

## 學院院長
| 任次 | 姓名   | 任期                        | 系所   | 專長             | 副院長                                             | 備註 |
| ---- | ------ | --------------------------- | ------ | ---------------- | -------------------------------------------------- | --- |
| 1-2  | 李登科 | 2001年8月1日－2006年7月31日 | 外交系 | 中東國際關係     |                                                    | 原國際事務學院籌備處主任出任 連任 駐沙烏地阿拉伯王國文化參事、小學教師出身（具實務界資歷） 現任國際事務學院戰略與國際安全研究中心主任、外國語文學院中東與伊斯蘭中心執行長                     |
| 3    | 李英明 | 2006年8月1日－2009年7月31日 | 東亞所 | 中共政治思想理論 |                                                    | 現任中原大學校長 |
| 4    | 鄧中堅 | 2009年8月1日－2013年7月31日 | 外交系 | 拉丁美洲國際關係 |                                                    | 現任國際事務學院國際談判研究中心主任、全球政治經濟發展及區域研究中心主任 |
| 5    | 李明   | 2013年8月1日－2017年7月31日 | 外交系 | 東北亞國際關係   |                                                    | 行政院新聞局薦任七職等外交官出身（具實務界資歷） 現任國際事務學院韓國研究中心主任 |
| 6    | 邱稔壤 | 2017年8月1日－2021年7月31日 | 外交系 | 拉丁美洲國際關係 | 王信賢（東亞所） 黃奎博（外交系） 連弘宜（外交系） | 外交部國際組織司薦任六職等外交官出身（具實務界資歷） 現任國際事務學院安秀貞拉丁美洲研究中心主任                                                                                               |
| 7    | 連弘宜 | 2021年8月1日－2025年7月31日 | 外交系 | 俄羅斯國際關係   | 魏百谷（俄研所） 盧業中（外交系）                  | 國防部戰略規劃司薦任九職等文官出身（具實務界資歷） 同時兼任國際事務學院全球軍事戰略及國防政策中心執行長、孫子兵法與戰略研究中心主任、大專校院全民國防教育資源中心主任、臺灣歐洲聯盟中心副主任 |
| 8    | 盧業中 | 2025年8月1日－現今          | 外交系 | 北美洲國際關係   | 魏百谷（俄研所） 吳崇涵（外交系）                  | 現任臺灣民主基金會副執行長 同時兼任國際事務學院美國研究中心主任 |